# Baphia longipedicellata
Baphia longipedicellata är en ärtväxtart som beskrevs av De Wild. Baphia longipedicellata ingår i släktet Baphia och familjen ärtväxter.

## Underarter
Arten delas in i följande underarter:
- B. l. keniensis
- B. l. longipedicellata